# Escuela de Stolyarsky
La Escuela de Stolyarsky (en ucraniano: Школа-інтернат імені Столярського) es una escuela de música establecida en Odesa, Ucrania (creada en tiempos de la antigua URSS) en 1933 por el esfuerzo y la visión del eminente pedagogo del violín Pyotr Stolyarsky. Para ser admitido en la escuela, un niño tenía que tener un tono perfecto y pasar por una serie de evaluaciones rigurosas destinadas a medir su don musical innato. La escuela sigue funcionando hoy en día. Por esto la Música todavía se escucha en la Escuela Stolyarsky, donde niños prodigios se capacitan.